# Kees Wiechers
Kees Wiechers (1940) is gepensioneerd Nederlands bestuurder. 
Wiechers studeerde Technische Natuurkunde aan de Technische Universiteit Delft.
Hij begon zijn carrière in 1966 bij KEMA en in 1987 werd hij lid van de directie van de PNEM. In 1997 werd hij voorzitter van de raad van bestuur van de PNEM/MEGA-groep. Na de fusie met de EDON-groep was hij tot zijn pensionering 2003 voorzitter van de raad van bestuur van Essent. Tegenwoordig is Wiechers lid van de Algemene Energieraad. Sinds 1999 is hij lid van de raad van commissarissen van de Koninklijke BAM Groep waarvan hij tussen 2007 en 2011 voorzitter was.